# أفكار حول تعليم البنات
أفكار حول تعليم البنات: مع انعكاسات على سلوك المرأة في أهم واجبات الحياة ،Thoughts on the education of daughters: with reflections on female conduct, in the more important duties of life ، هو أول كتاب يُنشَر للبريطانية «ماري ويلستونكرافت» نُشِر في عام 1787 من قِبل صديقها «جوزيف جونسون». هذا الكتاب هو دليل لقواعد السلوك ويحتوي على توجيهات بشأن تعليم الإناث من الطبقة الوسطى البريطانية الناشِئة. على الرغم من هَيمنة قضايا الأخلاق والحِشمة عليه، يحتوي النص على التعليمات الأساسية لتعليم الأطفال، مثل رعاية الرُضّع.
النُسخة الأولى من كتاب «التنمية الذاتية» الحديثة، دليل السلوك البريطاني في القرن الثامن عشر هو كتاب (conduct book) الذي يحتوي على العديد من التقاليد الأدبية وقواعد السلوك والرويات الدينية. عَرف النصف الثاني من القرن الثامن عشر، انفجار عدد كبير من كُتيبات قواعد للسلوك. استفادت «ماري ويلستونكرافت» من هذا السوق الذي يحتوي على العديد من الكُتب التي تدور حول التنمية الذاتية، فنشرت كتاب Thoughts on the Education of Daughters، لم يعرف الكتاب سوى نجاحاً مُتواضعاً لكنه نُقد نقدً إيجابياً من جريدة واحدة. نَشرت عِدة مجالات شعبية بعض المُقتطفات من الكتاب ولكنه لم يُعاد نشره إلا في عام 1970، مع بداية النقد النسائي للأدب.
يشير Thoughts on the Education of Daughters إلى أنواع السلوك التي تُناسب الطبقة الوسطى، مثل كل كتيبات السلوك في هذا الوقت. كما يُشجِع الكتاب الأُمهات على تعليم بناتهِن التفكير النقدي والانضباط الذاتي والصدق وقبول مصيرهم (وضعهم الاجتماعي) وكيفية التصرف في المواقف اللازمة والمُساعدة لكسب المال للعيش. هذه الأهداف المتواجِدة بكتاب «ماري ولستون كرافت» هي في الواقع أفكار مقتبسة من «جون لوك». لكن الأهمية الكبرى المُعطاة للإيمان الديني والشعور الفطري هو الذي يمُيز عملها عن «جون لوك». هدفها هو تثقيف البنات ليُصبحن نساء وأمهات مُفيدات ويستطيعن المُساهمة في بناء المُجتمع. هذا الدور الذي رسمته «ماري» للمرأة، فُسر من قِبل نساء النقد الأدبي للقرن العشرين كحصر لدور المرأة في مجال الحياة الخاصة.
على الرغم من احتواء كتاب Thoughts on the Education of Daughters لعِدة نصائح وجِدت بالفعل في عدد كبير من كتيبات السلوك الأخرى إلا أنه يوجد بعض المقاطع التي تُعطي «ماري» الحجُة النسائية للدفاع عن حقوق المرأة في عام 1792، كوصفها للحياة البائسة التي تعيشُها المرأة الغير متزوجة. ومع ذلك، أوضح العديد من النُقاد أن كتابات «ماري ويلستونكرافت» تمثل قاعدة فعالة.

## السيرة الذاتية

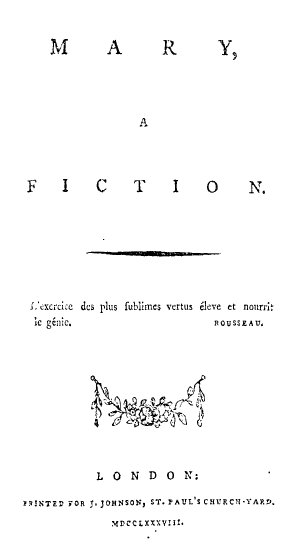
أول صفحة بكتاب Mary:AFiction

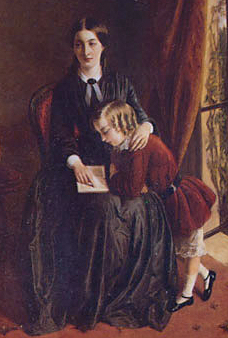
المربية، بريشة "ربيكا سولومون" 1851

مثل العديد من النساء المُفلسات في الربع الأخير للقرن الثامن عشر، حاولت ماري ويلستونكرافت إعالة نفسها، عن طريق إنشاء مدرسة داخلية بمُساعدة اُختها وصديقتها المُقربة بمدينة Newington Green، وهي مدينة تُعرف بمعارضها للأكاديميات، مثل أكاديمية الباحث السياسي والإصلاحي «جاميس بورج»، أرملة هذا الأخير هي عرابة «ماري ويلستونكرافت» التي ساعدها في العثور على منزل وتلاميذ لها. لكن منذ عام 1780 وجدت «ماري» صعوبات مالية أجبرتها على إغلاق المدرسة. كانت تبحث عن وسيلة للهروب من ديونها مما دفعها إلى كتابة كتابها الأول "Thoughts on the Education of Daughters". يشير اسم الكتاب إلى «جيمس بورج» كاتب كتاب "Thoughts on Education" نُشر عام (1747)، وهو مُقتبس من كتاب «جون لوك» الذي نُشر عام 1693 بعنوان "Some Thoughts Concerning Education". باعت «ماري ويلستونكرافت» حقوق النشر ل«جوزيف جونسون» وأصبحوا بعد ذلك صديقين وهو من كان يُشجعها على مُواصلة الكِتابة.
حاولت «مارى» أن تُصبح مُربية، ولكنها سُرعان ما انزعجت من هذه الوظيفة المُهينة ورفضت أن تتصالح مع أصحاب عملها. النجاح المتوسط لكتاب "Thoughts on the Education of Daughters" وتشجيعات «جوزيف جونسون» دفعتها للانطلاق في مِهنة الكتابة وتأليف الكُتب وهي مِهنة محفوفة بالمخاطر للمرأة في القرن الثامن عشر. راسلت «ماري» اُختها قائلِة لها بأنها ستُصبح أول كاتبة لهذا النوع الجديد من الأدب، وفي عام 1788، نشرت «مارى» ترجمة ذاتية بعُنوان ماريا.

## مُلخص الكتاب
تُوجه «ماري» هذا الكتاب إلى الأمهات والشابات والمُعلمات،"Thoughts on the Education of Daughters" يشرح كيفية تثقيف امرأة منذ طفولتها حتى زواجها. يَنقسم الكتاب إلى واحد وعشرين جُزء، لايتبع ترتيب مُعين، مليء بالمواضيع المُتنوعة. في أول فصلين "The Nursery"و" Moral Discipline" تُعطي الكاتبة عِدة نصائح لتكوين بِنية وشخصية الطفل وأضافت أن العقل الرشيد يجب أن يَبدأ مُبكراً. تقدم هذه الفصول أيضا معلومات مُحددة عن رعاية الرُضع وتشجيع الرضاعة الطبيعية (موضوع نقاش عنيف في القرن الثامن عشر). جزء كبير من الكتاب ينتقد ما تعتبره «ماري» ""تعليم ضار"" وهو عادةً من النساء: كلعب الورق والذهاب للمسرح والموضة. اشتكت «ماري» من بعض النساء الذين يُصرفن أموالهن على الملابس، بالنسبة إليها الأولى بهن صرفِها على الأعمال الخيرية فذلك يُمكن له أن يُخفف من مِحنة العديد من الأسَر الفقيرة، وإسعاد قلب فتاة صغيرة بائسة.
عارضت «مارى» هذا النوع من التعليم وكانت تُفضل تعليم الأطفال منذ طفولتهم الُمبكرة القراءة والخير والمحبة. تعمقت «ولستونكرافت» أيضاً في وصف المشاكل الاجتماعية ووضحت هذه المشاكل في فصل بعنوان (الوضع البائس للمرأة، التعليم العصرى، وترك المرأة دون ثروة) بالإضافة أيضاً إلى نِقاشها للطريقة السيئة التي يُعامل بها الخدم. يلعب الإيمان الدينى دوراً بارزاً في الخطة التعليمية لـ«ولستونكرافت» التي دَعت إلى مُراعاة يوم السبت المُقدس[وصلة مكسورة] وكتبت عن الفوائد التي تعود علينا من اليأس والمُعاناة في فصل من الفصول بعنوان"Benefits which arise from Disappointments".
في أعمالها الأخيرة مثل "A Vindication of the Rights of Men" عام 1790 وA Vindication of the Rights of Woman" 1792" كانت «ولستنكرافت» تعود دائماً إلى المواضيع الرئيسية من كتاب "Thoughts" «أفكار»، وخاصةً في فضل العمل الجاد وضرورة تعلُّم المرأة مهارات مفيدة. وأشارت «ولستنوكرافت» إلى أن الحياة الاجتماعية والسياسية للأُمم بشأنها أن تتحسن تحسُناً كبيراً إذا استطاعت المرأة الحصول على مهارات قيّمة بدلاً من كونها مُجرد زينة للحياة الاجتماعية فقط.

## النوع: كتيب سلوكيات

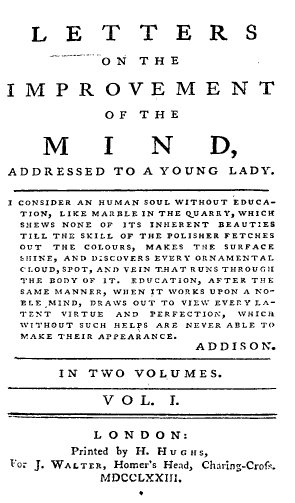
الطبعة الاولى لكتاب Letters on the Improvement of the Mind ل Hester Chapone

ما بين الفترة من عام 1760 إلى عام 1820، وصلت كتيبات السلوكيات إلى قمة شعبيتها في المملكة المتحدة. أطلق أحد المثقفين على هذا العصر «عصر الكتب المُتملقة للنساء» 
. كما كتبت «نانسى ارمسترونج» في كتابها (Desire and Domestic Fiction (1987 أنه «وصلت هذه الكتب إلى قمة شعبيتها في منتصف القرن الثامن عشر وأصبح الجميع تقريباً يعرفون الأمثال النسائية المقترحة». دَمجت كُتيبات السلوك ما بين الأساليب والبلاغة من الأنواع السابقة مثل: الأعمال المُتفانية وكُتيبات الزواج وكُتيباب وصفات وكُتيبات أعمال منزلية.
تعطي هذه الكتب وصف للمرأة النموذجية مُعطيتاً نصائح عملية. إنها لا تُعَلِم الأخلاق فقط بل كيفية ارتداء الملابس واحترام الحِشمة. من الأمثلة النموذجية على هذه الأدلة: كتاب "Letters on the Improvement of the Mind" عام 1773 لـ"Hester Chapone" اُعيد طبعه لأكثر من ستة عشر مرة في الربع الأخير من القرن الثامن عشر، وكتاب Letters on Education 1790 للمؤرخة«كاترين ماكلاي». كتاب "Hester Chapone" على وجه الخصوص ألهم كتابة «ماري ويلستونكرافت» لكتابة كتاب Thoughts on the Education of Daughters لأنه دافع عن فكرة تنفيذ برنامج مُستمر لتعليم المرأة ويستند على فكرة أن الدين المسيحي يجب أن يكون مُعلم لقوانا العقلانية. وبالإضافة إلى ذلك، فإنه يؤكد أنه ينبغي مُعاملة المرأة على أنها مخلوق رشيد، ولا تقتصر فقط على الشهوانية. عندما كتبت «ماري» كتاب" A Vindication of the Rights of Woman" في عام 1792، كانت تستند حينها على كتابي "Hester Chapone" و«كاترين ماكلاي».
يعتبر كتاب قواعد السلوك من قِبل الباحثين عاملاً هاماً في خَلق الهوية البرجوازية. كتاب «قواعد السلوك» ساعد على توليد الاعتقاد بأن هناك «طبقة وسطى» متواضعة وخاضعة، ولكن من الناحية الأخلاقية يمكن وصفهم «بالمواطنون الأكثر حداثة». تم تطوير الفكر البُرجوازي عن طريق أنواع كُتب مثل كُتيبات السلوكيات. واجهت الطبقة المتوسطة الناشئة تحديات في فكر وآداب الطبقة الأرستقراطية. على الرغم أن هذه الكتيبات حصرت دور المرأة، بنشرها صورة للمرأة تصورها بـ«ملاك المنزل» (مشيرة إلى قصيدة The Angel in the House للشاعر " Coventry Patmore". شُجعت المرأة لكي تكون عفيفة وتقية ومُطيعة ومتواضعة وخالية من الأنا (الأنانية)، رشيقة ونقية وحساسة ومُتحفِظة وقليلة الكلام ومُهذبة.
في الآونة الأخيرة، قام بعض الباحثين بُمناقشة هذه الكتيبات التي يجب تصنيفها بمزيد من الاهتمام، وأن البعض منهم، ومن ضمنهم كتاب "Thoughts on the Education of Daughters" الذي نقل كتيبات السلوك للإناث ودفعهم إلى شن حركة نسائية كحركة «tracts proto-féministes» (أنثوية). رأى الباحثون أن كتيبات السلوك جزء من السلوكيات التي تُناسب الأنواع القديمة من الأدب ولكنها الآن تأثرت بالرسائل الجديدة التي تُنادي بتمكين المرأة مثل كُتيبات النصائح لتعليم الفتيات وكتب الهجاء الأخلاقي وكتب الأخلاق والدين التي عمل عليها المنشقين عن الدين (الذين انفصلوا عن الكنيسة الإنجليزية) "Dissidents anglais[وصلة مكسورة]". كتاب «ماري» يتوافق مع كتيبات السلوك الكلاسكية فهو يدعو إلى التحكم بالنفس وخضوع المرأة، من المفترض أن تكون هاتان الصفتان تكفيان لإرضاء الزوج، ولكن في نفس الوقت، يمس الكتاب صورة «المرأة الصحيحة» بإدخاله لأفكار (الخارجين عن الدعوة) « Dissidents anglais» فأدى ذلك إلى الدعوة إلى المساواة بين الرجل والمرأة. يبدو أن كتاب «Thoughts on the Education of Daughters» مُمتلأ بين المخارج ذو الحدين مثل: الطاعة والتمرد، التواضع الروحي والاستقلال العقلاني، الواجبات المنزلية والمُشاركات السياسية. هذه هي الرؤية العامة لكتيبات السلوك وعلى وجه الخصوص لكتاب «أفكار حول تعليم البنات» مما يُشكك في التفسير السابق لكتيبات السلوك كأداة للتلقين الأيديولوجي، وهو التفسير الذي هو موضع انتقاد من قِبل المُنظرين المؤثرين مثل ميشيل فوكو.

## النظرية التربوية

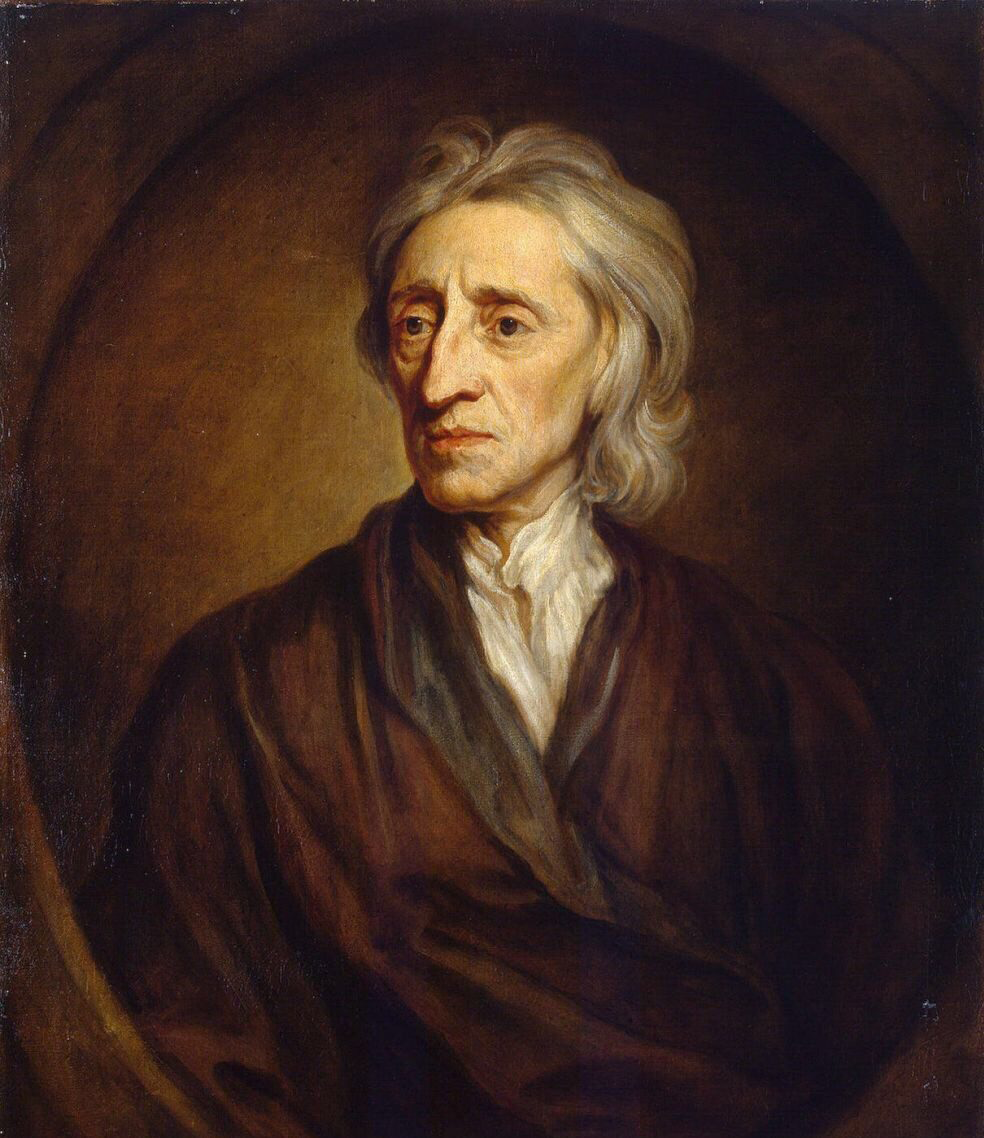
Jhon Lock مؤلف كتاب de Some Thoughts Concerning Education ، رسمت من Godfrey Kneller في عام 1697.

بنهاية حياتها، شاركت «ويلستتنونكرافت» تقريباً في جميع نواحي التعليم: ل أنها كانت مُربية ومُدرسة وكاتبة للأطفال وباحثة تربوية. ترتبط مُعظم أعمالها بعِدة اتجاهات في التعليم. وأيضا كان لها روايتين تعليميتين (romans d'apprentissage[وصلة مكسورة]). ترجمت «ماري» عِدة كُتب تربوية مثل "Elements of Morality" للكاتب "Christian Gotthilf Salzmann" وكتبت أيضا كتاب للأطفال بعنوان "Original Stories from Real Life" في عام 1788. ناقشت «ويلستونكرافت» قيمة التعليم للمرأة في "Original Stories from Real Life,1788". ونوعت في الأنواع الأدبية، فمفهوم «التعليم» بالنسبة لها ولمُعاصريها، هو أكثر من مُجرد حِصة مدرسية فهو كل ما يمكنه تكوين شخصية الفرد منذ نعومة أظافره إلى بلوغه واضعين في الاعتبار حتمية تخيره على اختيار المواد الُمحببة له في فترة طفولته. في الربع الأخير من القرن الثامن عشر، «ماري ويلستونكرافت» والراديكالين ركزوا جهودهُم على إصلاح التعليم اعتقاداً منهم بأن الأناس إذا تلقوا تعليماً صحيحاً ستقوم في المملكة المُتحدة ثورة سياسية وأخلاقية. فلسفة «ماري» في كتابها "Thoughts on the Education of Daughters" تُشبه كثيراً فلسفة Dissidents anglais [وصلة مكسورة] (المنشقين عن الدعوة)، التقت بهم «ماري» خلال فترة تعليمها في مدينة Newington Green ، مثل الباحث والمُربي والعالم "Joseph Priestley " والراعي "Richard Price". تعلق (المنشقين) بفكرة جعل الأطفال ذي شخصية وأخلاق. ومع ذلك، فإن المحافظين يعتقدون أيضا أن مرحلة الطفولة هي فترة حرجة لتشكيل شخصية الشخص، استخدموا أعمالهم الخاصة لنشر التمرد وتعزيز نظرياتهم عن الطاعة. أيّد الليبراليين والمُحافظين فكرة اجتماع كلاً من "David Hartley"و "John Locke" الذي يؤكد على أن يتم بِناء الوعي الذاتي على ترابُط الأشياء في العالم الخارجي مع الأفكار في العقل. وأكد الإثنين على أهمية تكوين هذا الترابط منذ الصغر. نصح "Locke" الآباء بإبعاد أطفالهم عن الخدم الذين يَقصون على الأطفال قِصص مُرعبة تؤدي بهم إلى الخوف من الظلام.
تأثرت «ماري ويلستونكرافت» بكتاب "Some Thoughts Concerning Education" لـ"John Locke" الذي صُدر عام 1693 (واقتبست ماري منه أيضاً اسم الكتاب)، وأيضا بكتاب «إميل» لـ«جان جاك روسو» في عام 1762 وهم أهم كتابين بالقرن الثامن عشر. يرُكز Thoughts on the Education of Daughters على التعليم المنزلي من قِبل الآباء، وانتزاع الثقة من الخَدم، واستبدال الروايات الخيالية (مثل: حكايات الساحرات) بالروايات العقلية الواضحة. لكن انحرفت «ماري» عن «لوك» في تركيزها على التقوى وحقيقة أن الطفل لديه مشاعر «فطرية» تتجه نحو الفضيلة، وهذه الفكرة إقتبستها «ماري» من كتاب «روسو».

## مواضيع
"Thoughts on the Education of Daughters "الأفكار حول تعليم البنات" يُحدد عدِة أهداف لتعليم المرأة: كالتفكير الُمستقل، والعقلانية، والانضباط، والِمصداقية، الَقناعة بالمركز الاجتماعي، واكتساب المهارات المُفيدة، والإيمان بالله.

### تعليم المرأة

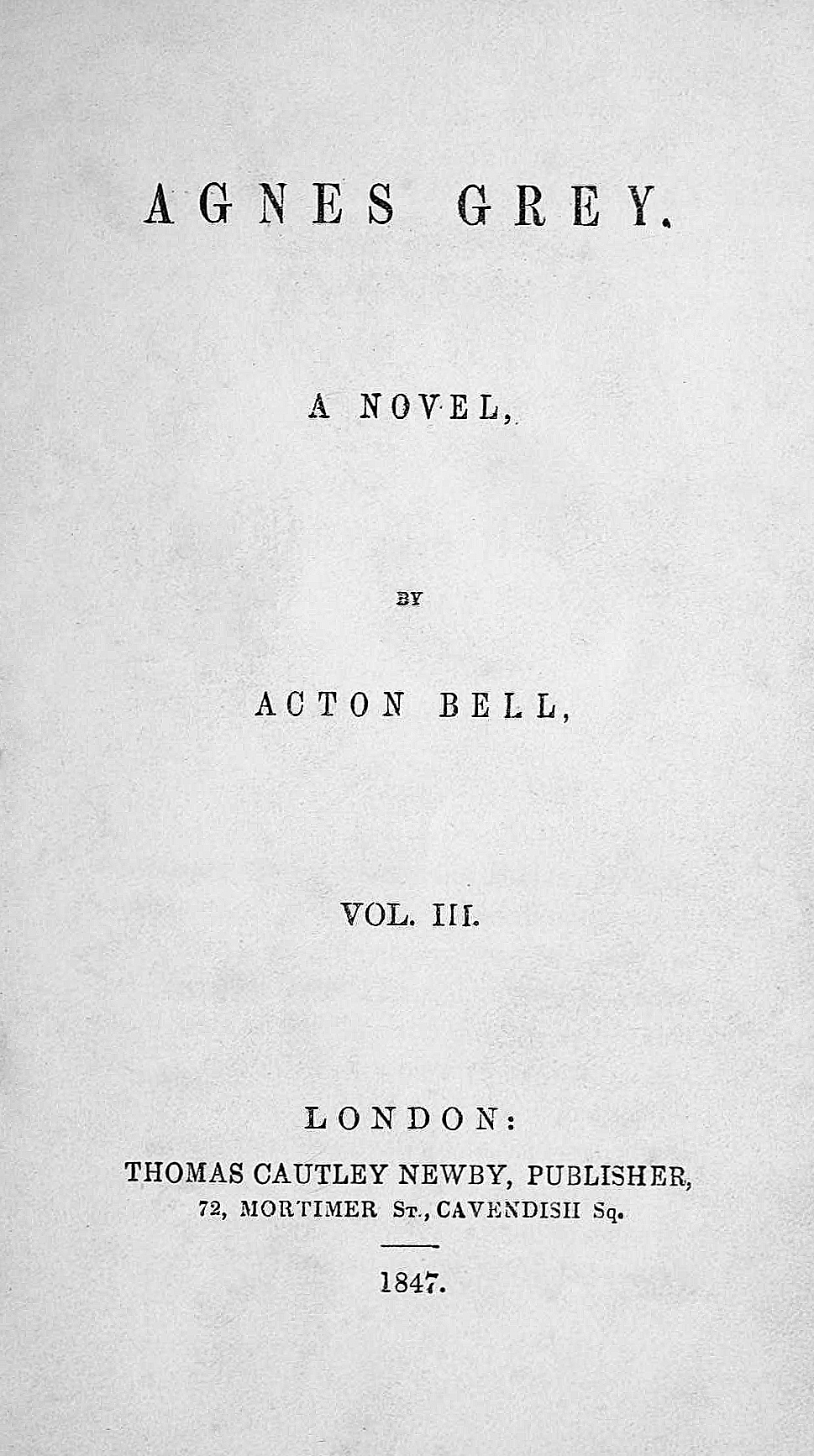
كتاب "آن برونتيه" نُشر في ديسمبر 1847

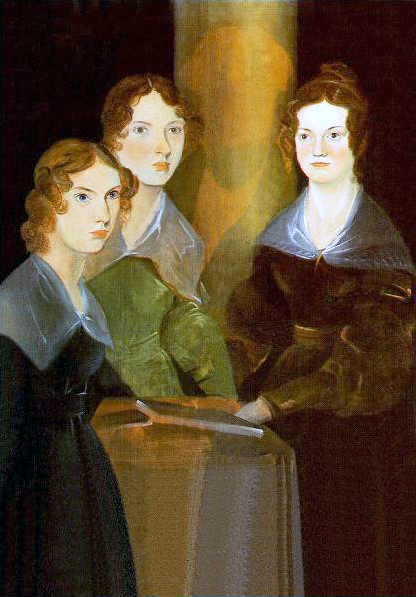
آن وشارلوت وإيميلي رسمت من أخوهم "بارنويل" عام 1834

افترضت «ماري» أن كل الفتيات الآتي يتحدث عنهم كتابها، سيُصبحن في يوم ما أُمهات ومُعلمات. «ماري» لا تقترح أن تتنازل المرأة عن دورها التقليدي لأنها تؤمن أن المرأة باستطاعتها تحسين المُجتمع إذا كانت مُتعلمة ، على سبيل المِثال عِدة كُتاب من النساء كالكاتبة الإنجيلية «هانامور» والمؤرخة «كاترين ماكلاي» والروائية النسائية «ماري هايز». أكدت «ويلستونكرافت» أنه بما أن النساء هم أوائل من يَرعون أسرتهم ويُعلمون أولادهم إذاً يجب عليهم أن يتلقوا تعليماً صحيحاً. يتبع كتاب «أفكار حول تعليم البنات» مبدأ «جون لوك» ومبدأ الترابطيين (وهم مؤيدين «الترابطية» وهي نظرية تُفسر الحياة العقلية على أنها نتيجة الترابطات التي حدثت بين الأحاسيس والمعاني) في إصرارهم على أن عدم إحسان التعليم والزواج المُبكر يهدمان حياة المرأة. وأضافت أيضأ إنه إذا لم تنتبه الفتاة إلى نموها، ستنمو بطريقة سيئة وستتزوج ولكن ستبقى ثقافتها ومشاعرها طفولية وبالتالي لن يكون لها دور نافع بالمُجتمع وستؤدي إلى خلل في أخلاقها. ونشرت «ماري» هذه الفكرة في كتابها "A Vindication of the Rights of Woman".
انتقدت «ماري ويلستوكرافت» وبعض النُقاد الآخرين الطريقة التقليدية لتعليم المرأة; مؤكدين أن هذا النوع من التعليم الذي يُركز على اكتساب المهارات مثل الرقص والرسم عديم الفائدة وهادم. المرأة النموذجية في كتاب «أفكار حول تعليم البنات» مثل ما وصفتها «ماري» والباحث «جاري كيلي» على أنها «عقلانية وودودة وواقعية ومُعلمة ومُنضبطة ذاتيًا وواعية وانتقادية»، هذه الصورة تقترب من صورة الرجل المهني. أكدت «ماري» أن المرأة يجب أن تتلقى تعليم ثقافي وأخلاقي مثل الرجل، على الرغم من أن المرأة لا تحظى بمثل هذه الأماكن لتتعلم هذه المهارات. على الجانب الآخر، انتقَدت «ويلستونكرافت» دور المرأة الذكوري حيث لا تستطيع المرأة العمل في الحياة العامة، مما لا يُتيح لها مكانة اجتماعية مُعينة. وصف النُقاد هذا الدور بأنه إجباري للمرأة لأنه يُوفر لها تعليماً بشكل أكبر، لكن لا يوجد وسيلة فعالة لاستخدامه. مُعظم الكتابات العاطفية لـ«ماري وياستونكرافت» ركزت عل عدم وجود فرص وظيفية للنساء وهذا هو الموضوع الذي سترُكز عليه في كتاب Maria: or, The Wrongs of Woman عام 1798  في فصل بعنوان:«الحالة المؤسفة للإناث والتعليم المُعاصر وترك المرأة دون ثروة» « Unfortunate Situation of Females, Fashionably Educated, and Left without a Fortune »:“ لأكون رفيقة متواضعة لبعض الرفقاء القدامى الأغنياء...إنه من المستحيل إحصاء عدد ساعات المعاناة التي يجب أن يقيضيها المرء خاصة الخدم الذين يتم اعتبارهم دائما جواسيس ويتم تذكيرهم دائما بالنقص والدونية عند الحديث مع رؤسائهم .. المُدرس في المدرسة ما هو إلا نموذج من خادم أعلى لديه أعمال يقوم بها أكثر من الخادم الأقل منه.. المربية للبنات الصغار مكروهة..الحياة تسير سريعاُ ومعها الأرواح وعندما يذهب الشباب والسنوات اللطيفة، يصبح ليس لديهم شيء ليعيشوا من أجله، أو ربما في بعض الحالات الاستثنائية تُمنح لهم بعض الفُرص الصغيرة التي تعتبر خير كبير لهم..إنه لمن الصعب لشخص ذاق مذاق المجتمع المثقف (شخص ينتمي للمجتمع المثقف أو للطبقة المثقفة) أن يُساق مع الطبقات الشعبية (البذيئين).............. يا له من ألم أن تشعر مثل هذا الاحتقار! هناك روح صغيرة تبحث عن المحبة والصداقة; ولكن المحبة والصداقة يهربون من الفقر: لا تتمناهم إذا كنت فقيراً! ”
صعوبة العثور على وظيفة مُرضية للمرأة المُتعلمة كانت سِمة الُمجتمع في هذا الوقت، تعرضت«الأخوات برونتيه» sœurs Brontë[وصلة مكسورة] إلى هذه المواجهة، عَرضتها «آن برونته» في كتابها "Agnes Grey". تحدثنا في بعض الأحيان عن (حالة التنافر) المتعلقة بتعريف المربية بأنها («سيدة في حاجة»)، وهذا يعني سيدة أجبرت لكسب لقمة العيش، وهذا يحمل في حد ذاته تناقض. هذا بالإضافة إلى الصعوبات التي يواجهها الطفل بسبب غموض وضع المُربية من حقيقة أنها مكروهة دائماً من الخدم بالرغم من إنهم مثلها، يعملون في خدمة آخرين، بل وأن المُربية لها مكانة أعلى منهم.

### الدين
على الرغم من تعليقات وتلميحات «ولستونكرافت» على تعليم الإناث في مُعظم مُناقشاتها الرئيسية في كتاب (A Vindication of the Rights of Woman) إلا أن النغمة الدينية للنص (التي كانت موجودة أيضا في أول رواية لها- Mary: A Fiction-) نُظر إليها من قِبل الباحثين على أنها معتدلة. صُوّر الدين في كتاب «أفكارحول تعليم البنات» بأنه يُمجد (متعة الانقياد الديني)، عن الاعتقاد بما هو مُنتظر بعد الحياة بأن العالم سيكون أفضل بعد الحياة بأمر من الله.
كتبت ولستونكرافت:
”الذي يقوم بتمهيدنا للنعيم الخالد، يعلم جيداً أفعال ستُساهِم في جعلنا (فاضلين)، وخضوعنا للدين سيعيد الاحترام لأنفسنا التي لديها قيمة أكبر من الحياة نفسها.”
ابتعدت "ماري"في وقت لاحق عن مُعتقداتها واعتمدت على نظرية لاهوت أكثر مرونة. إلا أن كتاب "أفكار حول تعليم البنات "" Thoughts on the Education of Daughters " غارق في السلوك الأرثوذكسي، والدعوة (للمبادئ الدينة الثابتة)، ومُحذراً من مَخاطر المُضاربة العقلانية والربوبية". وتتفق «ولستونكرافت» مع "روسو" بأن المرأة يجب أن تدرس العقيدة الدينية بدلاً من علم اللاهوت; فالمحافظة على قواعد واضحة سوف تكبح عواطفها.

## استقبال

### استقبال النقد والتحليل

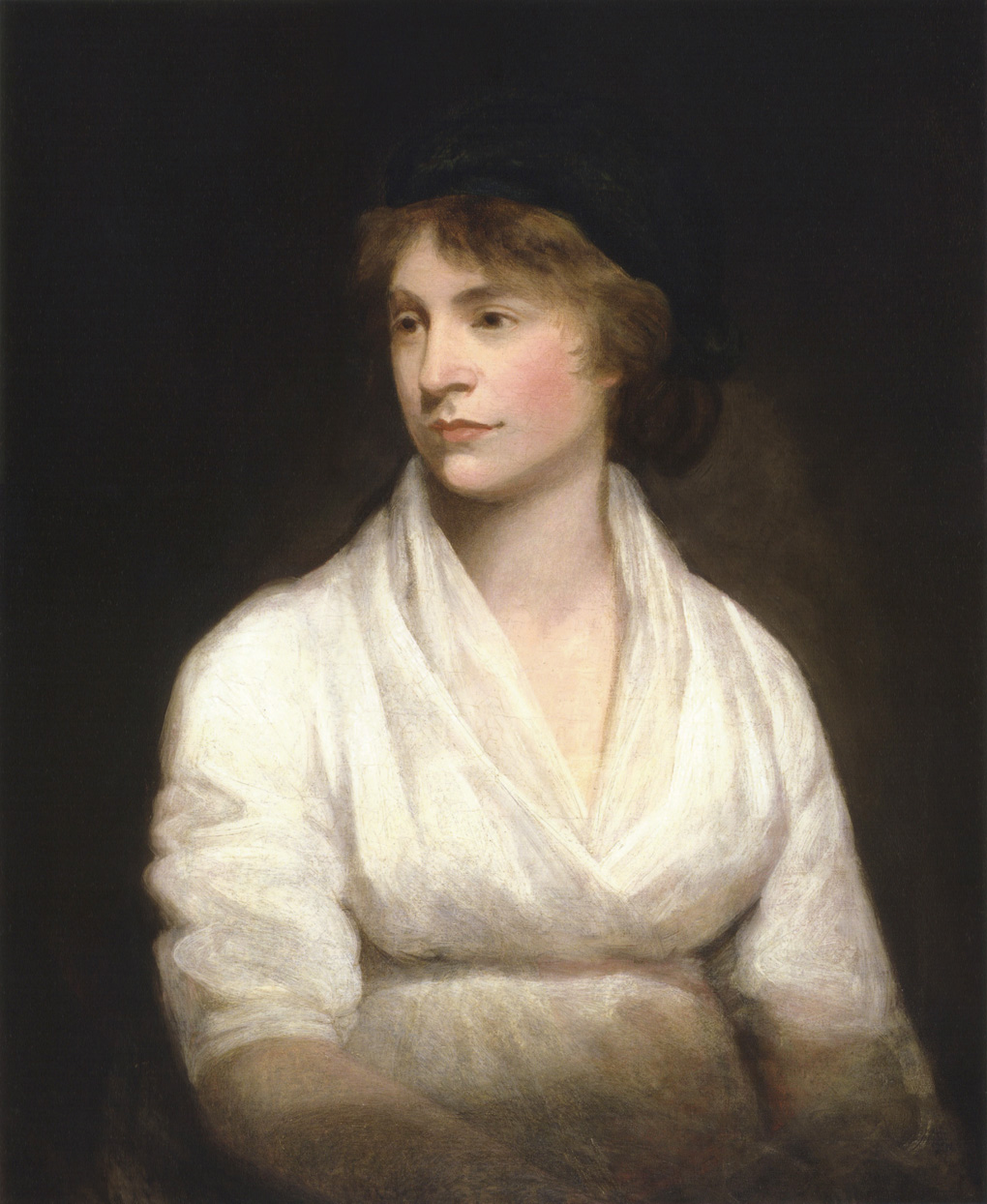
ماري ويلستونكرافت

لقى كتاب «أفكار حول تعليم البنات» نجاحاً متواضعاً: أعيد نشره في دبلن بعد عام من نشر الطبعة الأولى في لندن، وتم نشر بعض المقتطفات في مجلة "The Lady's Magazine"، وأضافت «ماري ويلستونكرافت» بعض المُقتطفات من الكتاب في كتابها الذي نُشر عام 1789 "Female Reader". ونُشرت مُختارات من هذه الكتِابات لتحسين الفتيات. قامت مجلة "The English Review " الأدبية بنقد كتاب " Thoughts on the Education of Daughters " نقداً إيجابيا:
“تستخدم هذه الأفكار في مُختلف الحالات واللحظات الهامة المختلفة في حياة المرأة العادية، فَضلاً عن مُناقشتِها للأفكار والحُكم عليها بشكلٍ جيد. فكرت «ماري ويلستونكرافت» في مواضيع الكتاب بنُضجٍ كبير (...) بينما كان أسلوبها يُعطي إحساساً بالسُلطة، أضاف إحساسَها الجيد وزناً لا يُقاوم لمعظم مبادِئها ومُلاحظتها. يجب أن نوصي بقراءة هذه الأفكار، باعتبارها جديرة بالاهتمام، إلى أولئك الذين يهتمون بتعليم البنات.”
على الرغم من عدم اهتمام أياً من الصُحف الأُخرى بالكِتاب وأن الكِتاب لم يُعاد نشره حتى أواخر القرن العشرين إلا أن النُقاد الأدبيّين من النساء اهتموا ب «ماري ويلستونكرافت» وأعمالها .
أشار الباحث التعليمي «آلان ريتشاردسون» في القرن الثامن عشر أن لو لم تَكتب «ماري» كتابي "A Vindication of the Rights of Men"و" A Vindication of the Rights of Woman" عام 1790 لكان من الصعب أن يُحدث كِتاب "Thoughts on the "Education of Daughters نجاحاً أو حتى أن يكون جديراً بالاهتمام. قال أحد النُقاد أن النَص مكتوباً فقط لإرضاء الجمهور. على الرغم من مُناقشة بعض الباحثين لوجود بصيص من التطرف في نصوص «ويلستونكرافت» إلا أنهم اعترفوا أن (الإمكانية للنقد لا تزال قائمة إلى حدٍ كبير). وعادةً ما يُفسر كِتاب «أفكار حول تعليم البنات»، كخطوة أولى نحو مزيداً من التطرف حول «حقوق المرأة»،"Rights of Women"، الذي رُفض واُعتبر كنص سياسي ساذج، كُتب قبل مُناقشة «ماري ويلستونكرافت» التطرف وذلكَ ألهمها لكتابة كِتاب «حقوق الرجال»"Rights of Men".

### إعادة نشر
- (en) Mary Wollstonecraft, Thoughts on the Education of Daughters, Clifton, NJ, A. M. Kelley, 1972 (ISBN 0-678-0090-15)
- (en) Mary Wollstonecraft, Thoughts on the Education of Daughters, Oxford, Woodstock Books, 1994 (ISBN 1-85477-195-7)
- (en) Mary Wollstonecraft, Thoughts on the Education of Daughters, Londres, Imprimé par J. Johnson, 1787 - Eighteenth Century Collections Online (sur souscription seulement).
- (en) Mary Wollstonecraft, The Complete Works of Mary Wollstonecraft : Eds.Janet Todd, Marilyn Butler, Londres, William Pickering, 1989 (ISBN 0-8147-9225-1)

من ناحية أخرى، لم تُتَرجم هذه الكُتب أبداً للفرنسية.

## قائمة المراجع
- Nancy, Armstrong (1987). Desire and Domestic Fiction: A Political History of the Novel (بالإنجليزية). Oxford: Oxford University Press. ISBN:0-19-506160-8.
- Vivien, Jones (2002). "Mary Wollstonecraft and the literature of advice and instruction". The Cambridge Companion to Mary Wollstonecraft (بالإنجليزية). Cambridge: Cambridge University Press. ISBN:0-521-78952-4. {{استشهاد بكتاب}}: تجاهل المحلل الوسيط |sous-titre= لأنه غير معروف (help)
- Vivien, Jones (1996). "The Seductions of Conduct: Pleasure and Conduct Literature". Pleasure in the Eighteenth Century (بالإنجليزية). Londres: Macmillan. ISBN:0-8147-6644-7. {{استشهاد بكتاب}}: تجاهل المحلل الوسيط |sous-titre= لأنه غير معروف (help)
- Gary, Kelly (1992). Revolutionary Feminism: The Mind and Career of Mary Wollstonecraft (بالإنجليزية). New York: St. Martin's Press. ISBN:0-312-12904-1.
- Mitzi, Myers (1988). "Pedagogy as Self-Expression in Mary Wollstonecraft: Exorcising the Past, Finding a Voice". The Private Self: Theory and Practice of Women's Autobiographical Writing (بالإنجليزية). Chapel Hill: University of North Carolina Press. ISBN:0-8078-1791-0. {{استشهاد بكتاب}}: تجاهل المحلل الوسيط |sous-titre= لأنه غير معروف (help)
- Mary, Poovey (1984). The Proper Lady and the Woman Write (بالإنجليزية). Chicago: University of Chicago Press. ISBN:0-226-67528-9. Archived from the original on 2022-06-16.
- Alan, Richardson (2002). "Mary Wollstonecraft on education". The Cambridge Companion to Mary Wollstonecraft (بالإنجليزية). Cambridge: Cambridge University Press. ISBN:0-521-78952-4. {{استشهاد بكتاب}}: تجاهل المحلل الوسيط |sous-titre= لأنه غير معروف (help)
- Virginia, Sapiro (1992). A Vindication of Political Virtue: The Political Theory of Mary Wollstonecraft (بالإنجليزية). Chicago: Chicago University Press. ISBN:0-226-73491-9.
- Kathryn, Sutherland (2000). "Writings on Education and Conduct: Arguments for Female Improvement". Women and Literature in Britain 1700–1800 (بالإنجليزية). Cambridge: Cambridge University Press. ISBN:0-521-58680-1. {{استشهاد بكتاب}}: تجاهل المحلل الوسيط |sous-titre= لأنه غير معروف (help)
- Barbara, Taylor (2003). Mary Wollstonecraft and the Feminist Imagination (بالإنجليزية). Cambridge: Cambridge University Press. ISBN:0-521-66144-7.
- Janet, Todd (2000). Mary Wollstonecraft: A Revolutionary Life (بالإنجليزية). Londres: Weidenfeld and Nicholson. ISBN:0-231-12184-9.
- Martha Vicinus (1980). Suffer and be still:women in the Victorian age (بالإنجليزية). Taylor & Francis. ISBN:9780416743401. {{استشهاد بكتاب}}: روابط خارجية في |عنوان= (help)
- Ralph M., Wardle (1951). Mary Wollstonecraft: A Critical Biography (بالإنجليزية). Lincoln: University of Nebraska Press.